# Контролен номер на Библиотеката на Конгреса
Контролен номер на библиотеката на американския Конгрес (на английски: Library of Congress Control Number) или както е известен с абревиацията LCCN е серийно базирана система на номеризация на каталоговите записи в Библиотеката на Конгреса в САЩ. Тази номерация не отразява съдържанието на книгите и не трябва да се бърка с Класификацията на библиотеката на Конгреса.

## История
LCCN системата за номериране е в употреба от 1898, по което време абревиацията е от друго наименование, а именно Картов номер на библиотеката на конгреса (Library of Congress Card Number). Наричана е била и Каталожен картов номер на библиотеката на конгреса (Library of Congress Catalog Card Number), имала е и други наименования. Библиотеката на конгреса подготвяла карти от библиографска информация за своя библиотечен каталог и продавала дубликатни комплекси от карти на библиотеки, които да ги ползват за своите каталози. Това е известно също така като централизирано каталогизиране. Като всеки комплект от карти има свой сериен номер, което помага за идентифицирането му.